# A Costela de Adão
Adam's Rib (bra/prt: A Costela de Adão) é um filme estadunidense de 1949, do gênero comédia romântica, dirigido por George Cukor.

## Sinopse
Um casal de advogados decide atuar em lados opostos em um julgamento no qual a ré disparou contra o marido ao encontrá-lo com a amante. No início, marido e mulher mantêm as discussões durante o julgamento mas, em virtude da cobertura dada pela imprensa, o casal não expõe suas posições apenas no tribunal e isso gera algumas confusões.  

## Elenco
| Ator              | Personagem              |
| ----------------- | ----------------------- |
| Spencer Tracy     | Adam Bonner             |
| Katharine Hepburn | Amanda Bonner           |
| Judy Holliday     | Doris Attinger          |
| Tom Ewell         | Warren Francis Attinger |
| David Wayne       | Kip Lurie               |
| Jean Hagen        | Beryl Caighn            |
| Hope Emerson      | Olympia La Pere         |

## Prêmios e indicações
| Lista de prêmios e indicações | Lista de prêmios e indicações | Lista de prêmios e indicações | Lista de prêmios e indicações |
| Premiação                     | Categoria                     | Recipiente                    | Resultado                     |
| ----------------------------- | ----------------------------- | ----------------------------- | ----------------------------- |
| Oscar 1951                    | Melhor roteiro original       | Ruth Gordon, Garson Kanin     | Indicado                      |
| Globo de Ouro 1951            | Melhor atriz coadjuvante      | Judy Holliday                 | Indicado                      |